# Yoann Gourcuff
Yoann Gourcuff (nascut a Ploemeur, França, l'11 de juliol de 1986) és un futbolista professional francès que actualment juga a les files del Rennes de la Ligue 1 francesa, se l'anomena el Petit Zizou.

## Carrera futbolística

### Inicis
Va debutar com a juvenil al FC Lorient, equip que entrenava el seu pare, Christian Gourcuff. Tot i això, marxà molt aviat al Rennes, on firmà el seu primer contracte professional el 2003. Ràpidament, el jugador va anar progressant des de les categories inferiors fins a acabar sent una part imprescindible del primer equip, on aconseguí un meritori setè lloc a la Ligue 1, i va portar el seu modest equip a disputar la Copa Intertoto 2006.

### AC Milà
L'interès des dels equips estrangers no es va fer esperar, i el 2005 acabà fitxant per l'AC Milà. Tot i el seu bon debut i les grans expectacions posades amb el jugador, aquest no acabà de quallar amb l'equip transalpí i acabà retornant al seu país natal. L'estiu del 2008 fou cedit al Girondins de Bordeaux.

### Girondins de Bordeaux
L'èxit amb aquest equip no es va fer esperar, i durant la seua primera temporada (2008-2009) aconseguí diversos èxits, tant personalment (Millor Gol i Millor jugador de la Ligue 1) com en l'equip (Campió de la Ligue 1).
Durant la pretemporada 2009-2010, el jugador va mostrar el seu fervent interés per quedar-se a l'actual equip, així el Girondins de Bordeaux va fer efectiva l'opció de compra per 13,5M€ que tenia sobre el jugador.

### Olympique de Lió
Amb la Lliga començada i havent disputat 3 partits de la competició amb el Girondins, a finals d'agost es va fer oficial el seu fitxatge per l'Olympique de Lió. S'especula que el traspàs és d'uns 22 milions de €, amb una fitxa de 4,5 milions de € per cadascuna de les 5 temporades.